# Newfield (Maine)
Newfield ist eine Town im York County im US-Bundesstaat Maine. Im Jahr 2020 lebten dort 1648 Einwohner in 1160 Haushalten auf einer Fläche von 86,61 km².

## Geographie
Nach dem United States Census Bureau hat Newfield eine Gesamtfläche von 86,61 km², von der 83,66 km² Land sind und 2,95 km² aus Gewässern bestehen.

### Geographische Lage
Newfield liegt im Westen des York Countys und grenzt an das Carroll County, New Hampshire. Zentral auf dem Gebiet liegt der Rock Haven Lake, im Süden liegt der Silver Lake. Die südliche Grenze der Town wird durch den Little Ossipee River gebildet. Die Oberfläche ist eher eben, die höchste Erhebung ist mit 348 m der Province Mountain.

### Nachbargemeinden
Alle Entfernungen sind als Luftlinien zwischen den offiziellen Koordinaten der Orte aus der Volkszählung 2010 angegeben.
- Norden: Parsonsfield, 10,5 km
- Nordosten: Limerick, 10,7 km
- Osten:Waterboro, 13,1 km
- Südosten: Shapleigh, 10,6 km
- Westen: Wakefield, Carroll County, New Hampshire, 10,6 km

### Stadtgliederung
In Newfield gibt es mehrere Siedlungsgebiete: Dam's Mills, Maplewood, Mee Corners, Newfield, North Newfield, Shady Nook, Sprague City, Stevens Corner und West Newfield.

### Klima
Die mittlere Durchschnittstemperatur in Newfield liegt zwischen −6,1 °C (21 °F) im Januar und 20,6 °C (69 °F) im Juli. Damit ist der Ort gegenüber dem langjährigen Mittel der USA um etwa 9 Grad kühler. Die Schneefälle zwischen Oktober und Mai liegen mit bis zu zweieinhalb Metern mehr als doppelt so hoch wie die mittlere Schneehöhe in den USA; die tägliche Sonnenscheindauer liegt am unteren Rand des Wertespektrums der USA.

## Geschichte
Das Gebiet der Town Newfield wurde ab 1778 besiedelt. Als Town wurde Newfield am 25. Februar 1794 organisiert. Zuvor war es als Washington Plantation organisiert. Weitere Namen waren One of the Ossipee Towns und Hubbardstown. Teile von Shapleigh wurden 1846 hinzugenommen.
Ein Feuer im Jahr 1947 zerstörte das historische Zentrum des Village von Newfield.

### Einwohnerentwicklung
| Volkszählungsergebnisse – Town of Newfield, Maine | Volkszählungsergebnisse – Town of Newfield, Maine | Volkszählungsergebnisse – Town of Newfield, Maine | Volkszählungsergebnisse – Town of Newfield, Maine | Volkszählungsergebnisse – Town of Newfield, Maine | Volkszählungsergebnisse – Town of Newfield, Maine | Volkszählungsergebnisse – Town of Newfield, Maine | Volkszählungsergebnisse – Town of Newfield, Maine | Volkszählungsergebnisse – Town of Newfield, Maine | Volkszählungsergebnisse – Town of Newfield, Maine | Volkszählungsergebnisse – Town of Newfield, Maine |
| Jahr                                              | 1800                                              | 1810                                              | 1820                                              | 1830                                              | 1840                                              | 1850                                              | 1860                                              | 1870                                              | 1880                                              | 1890                                              |
| ------------------------------------------------- | ------------------------------------------------- | ------------------------------------------------- | ------------------------------------------------- | ------------------------------------------------- | ------------------------------------------------- | ------------------------------------------------- | ------------------------------------------------- | ------------------------------------------------- | ------------------------------------------------- | ------------------------------------------------- |
| Einwohner                                         | 556                                               | 815                                               | 1147                                              | 1286                                              | 1354                                              | 1418                                              | 1349                                              | 1193                                              | 995                                               | 796                                               |
| Jahr                                              | 1900                                              | 1910                                              | 1920                                              | 1930                                              | 1940                                              | 1950                                              | 1960                                              | 1970                                              | 1980                                              | 1990                                              |
| Einwohner                                         | 676                                               | 620                                               | 531                                               | 456                                               | 475                                               | 355                                               | 319                                               | 458                                               | 644                                               | 1042                                              |
| Jahr                                              | 2000                                              | 2010                                              | 2020                                              | 2030                                              | 2040                                              | 2050                                              | 2060                                              | 2070                                              | 2080                                              | 2090                                              |
| Einwohner                                         | 1328                                              | 1522                                              | 1648                                              |                                                   |                                                   |                                                   |                                                   |                                                   |                                                   |                                                   |

## Kultur und Sehenswürdigkeiten

### Bauwerke
In Newfield wurde ein District unter Denkmalschutz gestellt und ins National Register of Historic Places aufgenommen.
- Newfield (Willowbrook) Historic District, 1985 unter der Register-Nr. 85000275.[10]

## Wirtschaft und Infrastruktur

### Verkehr
Die Maine State Route 110 und Maine State Route 11 verlaufen in westöstlicher Richtung durch Newfield. Sie treffen sich südlich des Rock Haven Lakes und die 11 verläuft weiter in südliche Richtung.

### Öffentliche Einrichtungen
Es gibt keine medizinischen Einrichtungen in Newfield. Die nächstgelegenen befinden sich in Ossipee und Wolfeboro.
Newfield besitzt keine eigene Bücherei. Die nächstgelegenen befinden sich in Acton, Limerick und Shapleigh.

### Bildung
Newfield gehört mit Alfred, Limerick, Lyman, Shapleigh und Waterboro zum RSU 57.
Im Schulbezirk stehen folgende Schulen zur Verfügung:
- Alfred Elementary in Alfred, mit Schulklassen von Pre-Kindergarten bis zum 5. Schuljahr
- Line Elementary in West Newfield, mit Schulklassen von Pre-Kindergarten bis zum 5. Schuljahr
- Lyman Elementary in Lyman, mit Schulklassen von Pre-Kindergarten bis zum 5. Schuljahr
- Shapleigh Memorial School in Shapleigh, mit Schulklassen von Pre-Kindergarten bis zum 5. Schuljahr
- Waterboro Elementary School in East Waterboro, mit Schulklassen von Pre-Kindergarten bis zum 5. Schuljahr
- Massabesic Middle School in East Waterboro, mit Schulklassen vom 6. bis 8. Schuljahr
- Massabesic High School in Waterboro, mit Schulklassen vom 9. bis 12. Schuljahr

## Persönlichkeiten

### Söhne und Töchter der Stadt
- Caleb Ayer (1813–1883), Anwalt, Politiker und Secretary of State von Maine
- Horace Parnell Tuttle (1837–1923), Astronom

### Persönlichkeiten, die vor Ort gewirkt haben
- Nathan Clifford (1803–1881), Politiker und Richter am United States Supreme Court